# Vescemont
Vescemont (deutsch früher Wessenberg) ist eine französische Gemeinde im Département Territoire de Belfort in der Region Bourgogne-Franche-Comté.

## Geographie
Vescemont liegt auf 476 m über dem Meer, zwei Kilometer östlich von Giromagny und etwa zwölf Kilometer nördlich der Stadt Belfort (Luftlinie). Das Dorf erstreckt sich am Südfuß der Vogesen, am Rand des Beckens von Giromagny, das sich zwischen den Vogesen, den Hügeln der Forêt de Roppe und der Montagne de Salbert ausdehnt, in der Talebene der Rosemontoise. Es liegt im Regionalen Naturpark Ballons des Vosges.
Die Fläche des 7,05 km² großen Gemeindegebiets umfasst einen Abschnitt im Bereich der Südvogesen. Der südliche Teil des Gebietes wird vom Plateau am Vogesenfuß eingenommen, das durchschnittlich auf 470 m liegt. Es ist außerhalb des Siedlungsgebietes überwiegend von Acker- und Wiesland bestanden. Entwässert wird das Gebiet durch die Rosemontoise, die parallel zur Savoureuse nach Süden fließt und erst nördlich von Belfort in diese mündet.
Nach Norden erstreckt sich das Gemeindeareal in das Tal der Rosemontoise, das von den bewaldeten Höhen der Südvogesen (südliche Ausläufer des Ballon d’Alsace) umgeben ist. Auf der Nordwestseite befinden sich der Mont Jean (786 m) und der Mont Rouchon mit der Forêt de Sapins, auf dem mit 988 m die höchste Erhebung von Vescemont erreicht wird. Die östliche Talflanke wird von der Forêt de Saint-André  und der Tête du Mineur (bis 900 m) gesäumt.
Zu Vescemont gehören der Weiler Planche-le-Prêtre (510 m) im Tal der Rosemontoise sowie einige Einzelhöfe. Nachbargemeinden von Vescemont sind Lepuix und Riervescemont im Norden, Lamadeleine-Val-des-Anges im Osten, Rougegoutte im Süden sowie Giromagny im Westen.

## Geschichte
Auf dem Gemeindegebiet von Vescemont wurden zahlreiche römische Münzen gefunden, was auf eine sehr frühe Begehung und eventuell Besiedlung des Geländes schließen lässt. Vermutlich existierte das Dorf bereits seit dem 11. Jahrhundert, doch wird es erst 1347 erstmals urkundlich erwähnt. Aus dieser Zeit sind die Namen Wessemberg und Wissemont belegt. Zunächst im Einflussbereich der Grafen von Montbéliard stehend, gelangte das Dorf Mitte des 14. Jahrhunderts unter die Oberhoheit der Habsburger. Es gehörte schon seit dem 11. Jahrhundert zur Herrschaft Rosemont. Die Herren von Rosemont gaben das Dorf einer Adelsfamilie zum Lehen, die sich Wessemberg nannte.
Zusammen mit dem Sundgau kam Vescemont mit dem Westfälischen Frieden 1648 an die französische Krone. Seit 1793 gehörte es zum Département Haut-Rhin, verblieb jedoch 1871 als Teil des Territoire de Belfort im Gegensatz zum restlichen Elsass bei Frankreich. Heute ist Vescemont Mitglied des acht Gemeinden umfassenden Gemeindeverbandes Communauté de communes la Haute Savoureuse.

## Bevölkerung
| Jahr      | 1962 | 1968 | 1975 | 1982 | 1990 | 1999 | 2007 |
| Einwohner | 431  | 476  | 542  | 564  | 644  | 695  | 720  |

Mit 707 Einwohnern (1. Januar 2022) gehört Vescemont zu den kleinen Gemeinden des Département Territoire de Belfort. Nachdem die Einwohnerzahl in der ersten Hälfte des 20. Jahrhunderts deutlich abgenommen hatte (1891 wurden noch 629 Personen gezählt), wurde seit Mitte der 1960er Jahre wieder ein kontinuierliches Bevölkerungswachstum verzeichnet. Das Siedlungsgebiet von Vescemont ist heute mit denjenigen von Giromagny und Rougegoutte zusammengewachsen.

## Wirtschaft und Infrastruktur
Vescemont war bis weit ins 20. Jahrhundert hinein ein vorwiegend durch die Landwirtschaft (Ackerbau, Obstbau und Viehzucht) und die Forstwirtschaft geprägtes Dorf. Daneben gibt es heute einige Betriebe des lokalen Kleingewerbes, unter anderem in der Holzverarbeitung. Mittlerweile hat sich das Dorf zu einer Wohngemeinde gewandelt. Viele Erwerbstätige sind auch Wegpendler, die in den größeren Ortschaften der Umgebung und in der Agglomeration Belfort ihrer Arbeit nachgehen.
Die Ortschaft liegt abseits der größeren Durchgangsachsen an einer Departementsstraße, die von Giromagny nach Riervescemont führt. Der nächste Anschluss an die Autobahn A36 befindet sich in einer Entfernung von ungefähr 15 Kilometern. Eine weitere Straßenverbindung besteht mit Rougegoutte.